# 阿公店路
阿公店路（Agongdian Rd.）為高雄市岡山區至彌陀區的東西向道路，東端起點為聖森路，西端於致遠路口銜接山霸畑路至彌陀區，本道路共分為三段，縱貫線及河華路為分段點，阿公店路一段及阿公店路二段因縱貫線鐵路穿越，被分隔成兩側，道路並無銜接貫連。

## 行經行政區域
- 岡山區

## 分段
河堤路共分為兩個部份：
- 阿公店路一段：東起於聖森路，西止於縱貫線。
- 阿公店路二段：東起於縱貫線，西止於河華路口。
- 阿公店路三段：東起於河華路，西止於致遠路口銜接山霸畑路。

## 沿線設施
（由東至西）
- 阿公店路一段：
  - 阿公店溪河堤步道
- 阿公店路二段：
  - 岡山寵物公園 (岡山公五公園)
  - 筧橋[2][3]
  - 寶雅岡山柳橋店
  - 中國青年救國團岡山終身學習中心
  - 多那之咖啡高雄岡山門市
- 阿公店路三段：
  - 台灣中油前峰站

## 公共自行車
- 高雄市公共自行車租賃系統：
  - 岡山寵物公園兒童遊戲場：阿公店路二段/健鷹南路(東南側)
  - 仁壽橋(阿公店路二段側)：前峰路6號(對側人行道)

## 相關連結
- 高雄市主要道路列表